# Pârâul Muntelui, Cibin
Pârâul Muntelui este un curs de apă, afluent al Pârâului Negru. 